# Gasfeld Hassi R’Mel

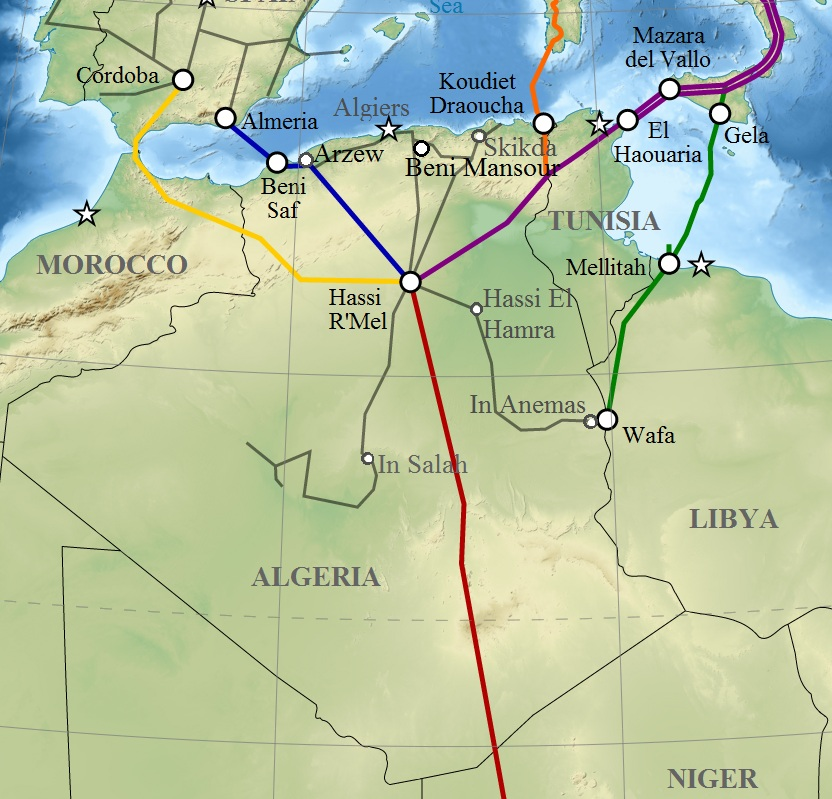
Hassi R’Mel (Mitte obere Hälfte) als Knotenpunkt im nordafrikanischen Pipeline-System

Hassi R’Mel (arabisch حاسي الرمل) ist ein Erdgasfeld in der Provinz Laghouat in Algerien. Das Feld ist das größte Afrikas und eines der größten Gasfelder der Welt. Im Zentrum des Feldes liegt die gleichnamige Ortschaft Hassi R’Mel. Von hier aus erstreckt sich das Feld etwa 70 km in Nord-Süd- und 50 km in Ost-West-Richtung.
Das Vorkommen wurde im Jahr 1956 entdeckt, als französische Unternehmen in Algerien nach Erdöl suchten. Die Erschließung begann 1961. 1971 wurde es unter der Regierung von Houari Boumedienne verstaatlicht, was zu wirtschaftlichen Gegenmaßnahmen durch Frankreich führte. Die Größe des Vorkommens wurde auf bis zu 3000 Mrd. m³ geschätzt, von denen etwa 2400 Mrd. wirtschaftlich gewinnbar sind. Das Erdgas des Feldes ist bedeutend für zukünftige Kraftwerke. Das weltweit erste Sonnenwärmekraftwerk wurde 2011 in Hassi R’Mel als Kraftwerk Hassi R’Mel in Betrieb genommen. 
Hassi R’Mel ist ein wichtiger Knotenpunkt im Pipeline-Netzwerk zwischen Afrika und Europa. Der Ort ist Ausgangspunkt der Pipelines Maghreb-Europa (über Marokko nach Spanien), Medgaz (nach Spanien), Transmed (über Tunesien nach Italien) und GALSI (über Sardinien nach Italien) sowie Endpunkt der geplanten Trans-Sahara-Pipeline (von Nigeria).